# Филмски фестивал у Херцег Новом
Филмски фестивал у Херцег Новом (прво Југословенски фестивал филмске режије, затим Југословенски филмски фестивал и Херцегновски филмски фестивал) се одржава од 1987. године. 

## Историја
Први југословенски фестивал филмске режије је одржан у Херцег Новом од 7. до 13. августа 1987. године. Први приказани филм на Канли кули је У име народа а режисер Живко Николић је за режију добио награду сребрна мимоза за режију. 
Од 25. фестивала додељује се награда Фондације Живко Николић за посебан приступ филмском изразу, а затим за аутора најбољег студентског филма. Први добитник је Жељко Сошић за филм Мали љубавни Бог.

## Награде
- Велика златна мимоза - Гранд приx за најбољи филм
- Златна мимоза
- Сребрна мимоза
- Бронзана мимоза
- Награда Милан Жмукић за изузетан допринос афирмацији фестивала
- Награда Фондације Живко Николић за студентски филм